# Sergei Karasev
Sergei Karasev, (Moscou, 12 de junho de 1979) é um árbitro de futebol russo que faz parte do quadro da Federação Internacional de Futebol (FIFA) desde 2010.

## Carreira
Sergei Karasev foi árbitro da Eurocopa de 2016 e dos Jogos Olímpicos RIO 2016.[carece de fontes?]